# 巨勢稲持
巨勢 稲持（こせ の いなもち、生没年不詳）は、古墳時代の豪族。氏は許勢、名は稲茂とも記される。姓は臣。

## 記録
『日本書紀』巻第十九によると、欽明天皇元年（540年）9月、難波祝津宮（なにわのはふりつのみや）に天皇が行幸した際に、大伴大連金村・物部大連尾輿らとともに随従し、天皇より、「幾許（いくばく）の軍卒（ぐんそつ）をもて、新羅を伐つことを得む（どれくらいの軍勢で、新羅を征伐することができるのだろうか）」と諮問されたという。その際に金村が尾輿より、金村の半島政策の失策（任那4県を百済に割譲し、新羅の怨みを買った、ということ）を指摘され、金村は失脚した。
『新撰姓氏録』によれば、巨勢楲田臣荒人は稲持の子供だという。
また、『書紀』巻第三十によると、持統天皇3年（689年）5月22日条にもかつて孝徳天皇の喪を告げに新羅に派遣された使として、「巨勢稲持」の名が見えるが、これは「巨勢禾持」で、同族の巨勢粟持のことではないか、とする説があり、少なくとも、同一人物ではない。